# Leonardo Blanchard
Leonardo Blanchard (Grosseto, 6 maggio 1988) è un calciatore italiano, difensore del Belvedere Grosseto.

## Biografia
Il cognome Blanchard è dovuto al nonno paterno francese, che si trasferì in Toscana nel dopoguerra, essendo la nonna del calciatore originaria di Grosseto.
Il 31 maggio 2015 diventa cittadino onorario di Frosinone insieme al resto della squadra.
Il 22 novembre 2019 prende parte al programma televisivo Tali e quali, condotto da Carlo Conti, imitando Giuliano Sangiorgi dei Negramaro. Dal 2019 al 2022 è stato legato sentimentalmente alla ballerina Shaila Gatta, dal 2017 al 2022 velina di Striscia la Notizia.
Dopo essersi ritirato dal calcio professionistico, gestisce il negozio di abbigliamento di famiglia, specializzato in camicie, a Grosseto.

## Caratteristiche tecniche
Centrale difensivo, è forte fisicamente ed abile nelle chiusure e nel gioco aereo. Mancino di piede, si distingue per grinta e senso della posizione. Dotato di una discreta tecnica e di un'ottima visione di gioco, è in grado di impostare l'azione dalle retrovie. Terzino all'occorrenza, la sua abilità nel gioco aereo lo rende un avversario pericoloso sui calci piazzati.

## Carriera
Muove i suoi primi passi da calciatore nel settore giovanile del Sauro Rispescia. Il 30 agosto 2005 viene tesserato dal Siena, società appartenente alla massima serie. Nel 2006 passa in prestito al Poggibonsi. Nella sessione invernale di mercato lascia i giallorossi, per approdare in prestito al Sangimignano, in Serie D.
Rientrato a Siena, viene aggregato alla prima squadra, senza però avere l'occasione di scendere in campo. Nel 2008 il Pescina VG lo preleva in prestito; a fine stagione la squadra viene promossa in Prima Divisione. Il 31 luglio 2009 le società si accordano per il rinnovo del prestito. Il 1º febbraio 2010 passa in prestito al Pergocrema. Il 21 luglio seguente viene girato in prestito al Pavia. Il 20 luglio 2011 viene ceduto in prestito al FeralpiSalò.
Il 9 agosto 2012 passa in prestito con diritto di riscatto al Frosinone. Esordisce con i ciociari il 3 settembre in Frosinone-Carrarese (1-0), subentrando nella ripresa al posto di Biasi. Riscattato dai ciociari e archiviata la promozione in Serie B, esordisce nella serie cadetta il 30 agosto contro il Brescia. Il 16 maggio 2015 il Frosinone ottiene - con una giornata d'anticipo - la sua prima storica promozione nella massima serie. Rinnovato l'accordo con i ciociari fino al 2019, il 30 agosto 2015 esordisce in Serie A in occasione di Atalanta-Frosinone (2-0). Il 23 settembre una sua rete nei minuti di recupero - la prima in massima serie - ai danni della Juventus consente al Frosinone di conquistare il suo primo storico punto in Serie A.
Il 20 luglio 2016 viene ufficializzato il suo trasferimento a titolo definitivo al Carpi. Messo ai margini della rosa, il 30 gennaio 2017 passa in prestito al Brescia, dove da titolare - salta solamente due incontri per squalifica, mettendo tra l'altro a segno due reti contro Cittadella e Vicenza - conquista la salvezza con i lombardi all'ultima giornata di campionato. Il 31 gennaio 2018 - dopo aver trascorso sei mesi a Carpi fuori rosa - passa in prestito all'Alessandria, in Serie C.
Dopo tre anni di inattività, il 26 agosto 2021 riprende a giocare a livello dilettantistico, accordandosi con il Belvedere Grosseto, in Prima Categoria.

## Statistiche

### Presenze e reti nei club
Statistiche aggiornate al 23 maggio 2018.
| Stagione          | Squadra           | Campionato        | Campionato | Campionato | Coppe nazionali | Coppe nazionali | Coppe nazionali | Coppe continentali | Coppe continentali | Coppe continentali | Altre coppe | Altre coppe | Altre coppe | Totale | Totale |
| Stagione          | Squadra           | Comp              | Pres       | Reti       | Comp            | Pres            | Reti            | Comp               | Pres               | Reti               | Comp        | Pres        | Reti        | Pres   | Reti   |
| ----------------- | ----------------- | ----------------- | ---------- | ---------- | --------------- | --------------- | --------------- | ------------------ | ------------------ | ------------------ | ----------- | ----------- | ----------- | ------ | ------ |
| 2006-gen. 2007    | Poggibonsi        | C2                | 4          | 0          | CI-C            | 1               | 0               | -                  | -                  | -                  | -           | -           | -           | 5      | 0      |
| gen.-giu. 2007    | Sangimignano      | D                 | 15         | 1          | CI-D            | -               | -               | -                  | -                  | -                  | -           | -           | -           | 15     | 1      |
| 2007-2008         | Siena             | A                 | 0          | 0          | CI              | 0               | 0               | -                  | -                  | -                  | -           | -           | -           | 0      | 0      |
| 2008-2009         | Pescina VG        | 2D                | 27+4       | 0          | CI-LP           | 3               | 0               | -                  | -                  | -                  | -           | -           | -           | 34     | 0      |
| 2009-gen. 2010    | Pescina VG        | 1D                | 17         | 0          | CI-LP           | 0               | 0               | -                  | -                  | -                  | -           | -           | -           | 17     | 0      |
| Totale Pescina VG | Totale Pescina VG | Totale Pescina VG | 44+4       | 0          |                 | 3               | 0               |                    | -                  | -                  |             | -           | -           | 51     | 0      |
| gen.-giu. 2010    | Pergocrema        | 1D                | 11+2       | 1          | CI+CI-LP        | -               | -               | -                  | -                  | -                  | -           | -           | -           | 13     | 1      |
| 2010-2011         | Pavia             | 1D                | 24         | 2          | CI-LP           | 2               | 0               | -                  | -                  | -                  | -           | -           | -           | 26     | 2      |
| 2011-2012         | FeralpiSalò       | 1D                | 23         | 1          | CI+CI-LP        | 1+1             | 0               | -                  | -                  | -                  | -           | -           | -           | 25     | 1      |
| 2012-2013         | Frosinone         | 1D                | 24         | 1          | CI+CI-LP        | 0               | 0               | -                  | -                  | -                  | -           | -           | -           | 24     | 1      |
| 2013-2014         | Frosinone         | 1D                | 26+5       | 2          | CI+CI-LP        | 2+1             | 0               | -                  | -                  | -                  | -           | -           | -           | 34     | 2      |
| 2014-2015         | Frosinone         | B                 | 35         | 3          | CI              | 1               | 0               | -                  | -                  | -                  | -           | -           | -           | 36     | 3      |
| 2015-2016         | Frosinone         | A                 | 28         | 3          | CI              | 0               | 0               | -                  | -                  | -                  | -           | -           | -           | 28     | 3      |
| Totale Frosinone  | Totale Frosinone  | Totale Frosinone  | 113+5      | 9          |                 | 4               | 0               |                    | -                  | -                  |             | -           | -           | 122    | 9      |
| 2016-gen. 2017    | Carpi             | B                 | 7          | 0          | CI              | 1               | 0               | -                  | -                  | -                  | -           | -           | -           | 8      | 0      |
| gen.-giu. 2017    | Brescia           | B                 | 17         | 2          | CI              | -               | -               | -                  | -                  | -                  | -           | -           | -           | 17     | 2      |
| 2017-gen. 2018    | Carpi             | B                 | -          | -          | CI              | -               | -               | -                  | -                  | -                  | -           | -           | -           | -      | -      |
| Totale Carpi      | Totale Carpi      | Totale Carpi      | 7          | 0          |                 | 1               | 0               |                    | -                  | -                  |             | -           | -           | 8      | 0      |
| gen.-giu. 2018    | Alessandria       | C                 | 6+2        | 0          | CI+CI-C         | 0+1             | 0               | -                  | -                  | -                  | -           | -           | -           | 9      | 0      |
| Totale carriera   | Totale carriera   | Totale carriera   | 277        | 16         |                 | 14              | 0               |                    | -                  | -                  |             | -           | -           | 291    | 16     |

## Palmarès

### Club

#### Competizioni regionali
- Campionato di Prima Categoria Toscana: 1

Belvedere Grosseto: 2022-2023 (Girone C)

#### Competizioni nazionali
- Coppa Italia Serie C: 1

Alessandria: 2017-2018